# Lisandro López (football, 1983)
Pour les articles homonymes, voir Lisandro López et López.
Lisandro López, surnommé Licha, né le 2 mars 1983 à Rafael Obligado, dans la province de Buenos Aires en Argentine, était un footballeur international argentin, possédant également la nationalité italienne.
Après des débuts en 2003 au Racing Club en Argentine, il rejoint le fc porto en 2005. Après quatre saisons, où il remporte autant de fois le championnat du Portugal et termine meilleur buteur en 2008, il signe à l'Olympique lyonnais. Son transfert, évalué à au moins 24 millions d'euros, constitue alors le transfert le plus cher de l'histoire des clubs français à l'époque.

## Biographie

### Jeunesse et débuts
Lisandro Lopez naît le 2 mars 1983 à Buenos Aires et apprend le football au petit club de Jorge Newberye, un club de la ville de Rojas. Ses amis le surnomment « Licha », nom qu'il gardera durant toute sa carrière. Il commence sa carrière professionnelle au Racing Club de Avellaneda dans le championnat argentin.
Lisandro est un casanier : ainsi, après l'entraînement, il « rentre à la maison. Je sors peu de chez moi. Seulement, pour faire quelques courses indispensables. Le shopping et les sorties nocturnes à Lyon ne m'intéressent pas », confie-t-il. « Je m'occupe suffisamment à la maison pour être bien. Je m'y sens bien, ça me repose. J'ai les chaînes de télévisions argentines, je prends le temps de discuter avec quelques amis. Je trouve toujours quelque chose à faire. ». Une activité qui symbolise le tempérament assez solitaire de Lisandro. « J'aime beaucoup la pêche, mais avant tout j'aime pêcher en bonne compagnie, avec un ami ou un proche. À Lyon, je n'ai pas l'occasion de pêcher, mais je compte bien retrouver ce plaisir en Argentine. J'espère pouvoir y retourner durant la trêve hivernale. Cela me permettra aussi de retrouver les miens », raconte-t-il.
L'Argentin est très attaché à la famille, alors forcément, débarquer dans un nouveau club n'est guère aisé pour l'attaquant. D'ailleurs, à 27 ans, l'OL n'est que le troisième club de sa carrière. C'est pourquoi, comme souvent, les affinités se nouent avec les personnes qui comprennent sa langue, comme « avec Chelito Delgado, évidemment, par rapport à la langue déjà, et parce que nous avons des choses en commun comme la musique, la nourriture et le football argentin. En général, j'ai de bonnes relations avec tout le monde notamment avec les gardiens, Hugo Lloris et Rémy Vercoutre. L'important est que je n'ai jamais eu de problèmes avec qui que ce soit », explique-t-il, avant de détailler les spécificités européennes et sa relation privilégiée avec le gardien remplaçant. « Rémy Vercoutre parle et comprend l'espagnol. Quand je suis arrivé, il m'a beaucoup aidé. Ici, les joueurs se fréquentent rarement en dehors des terrains. En Argentine, l'ambiance est plus familiale, en allant boire un café l'après-midi ou dîner ensemble le soir. Avec Rémy Vercoutre, j'ai quelque part retrouvé cela », avoue-t-il.

### Au FC Porto (2005-2009)
Son élection de meilleur buteur de sa division finira par lui ouvrir les portes de l'Europe. Il choisit le FC Porto pour un transfert évalué à 2,5 millions d'euros. Il devient ainsi un joueur important du FC Porto grâce à son adresse devant les buts : il explose lors de la saison 2007-2008 avec 24 buts à son compteur en championnat, devenant par la même occasion le meilleur buteur du championnat portugais.

### À l'Olympique lyonnais (2009-2013)

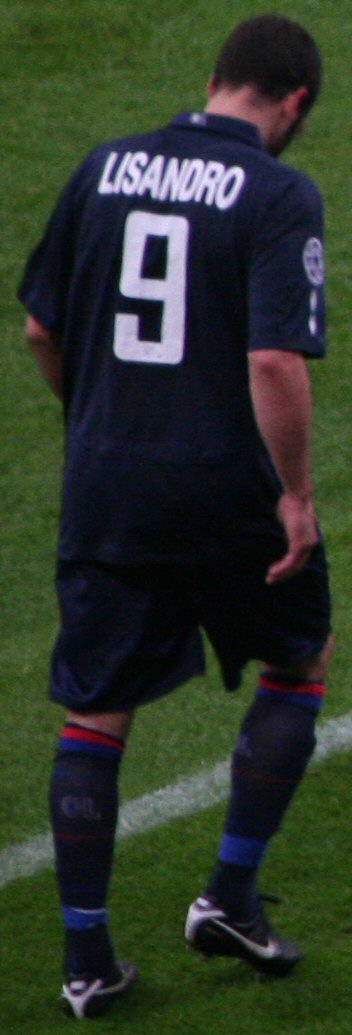
Lisandro Lopez contre le Bayern Munich en demi-finale de la Ligue des champions.

L'Olympique lyonnais et le FC Porto trouvent un accord le 7 juillet 2009 sur les modalités du transfert de Lisandro López pour un montant de 24 millions d'euros, plus un maximum de quatre millions d'euros liés aux résultats sportifs. Lisandro signe un contrat de cinq ans pour un salaire annuel de 2,5 millions d'euros. À la suite de son transfert de Porto à l'Olympique lyonnais, Lisandro Lopez devient le transfert le plus cher de l'OL, devant Sonny Anderson, acheté 17,7 millions d'euros en 1999 en provenance du FC Barcelone, et le deuxième transfert entrant le plus cher de France à l'époque, derrière celui de Nicolas Anelka du Real Madrid au PSG. À l'été 2013, il est neuvième de ce classement.
Lisandro joue son premier match avec l'Olympique lyonnais le dimanche 2 août 2009 face au Deportivo La Corogne, et il inscrit à cette occasion son premier but avec l'OL. Il joue son premier match officiel le samedi 8 août 2009, lors de la première journée de Ligue 1. Il inscrit un but en toute fin de match, ce qui permet de donner in extremis l'égalisation à l'Olympique lyonnais face au club du Mans (match nul 2-2) sur un coup franc enroulé. Il marque également un but contre Nancy et devient le chouchou du public lyonnais dès sa première apparition au stade de Gerland.
Pour son premier match européen avec l'OL, au tour préliminaire de la Ligue des champions contre le club belge d'Anderlecht (5-1), Lisandro Lopez réalise un match plein en marquant un but et en distillant une passe décisive pour Gomis. Au match retour, il réalise une nouvelle fois de brillantes prestations en inscrivant trois buts en première mi-temps. Il réalise donc un coup du chapeau, le premier de sa carrière de footballeur. Ses performances lui permettent d'obtenir le trophée du joueur du mois UNFP du mois d'août, alors qu'il ne s'agit que de son premier mois en Ligue 1. En Ligue des champions toujours, le 4 novembre 2009, il offre la qualification aux Lyonnais pour les huitièmes de finale en égalisant face à Liverpool (1-1) dans les phases de poules. Puis il inscrit un doublé face à Marseille quatre jours plus tard lors du match nul conclu sur un score de 5-5.
Lisandro inscrit son premier triplé en Ligue 1 le 6 décembre 2009, lors de la rencontre opposant Lille à Lyon et remporté 4-3 par les Lillois. Le 10 mars 2010, Lisandro délivre la passe décisive à Miralem Pjanić pour le but de l'égalisation contre le Real Madrid, permettant ainsi la qualification de l'OL pour les quarts de finale de la Ligue des champions. Le 30 mars 2010, il marque un doublé contre Bordeaux lors du match comptant pour les quarts de finale de la Ligue des Champions, ce qui permet à l'OL d'atteindre les demi-finales. Le 27 avril, son équipe échoue aux portes de la finale face au Bayern Munich.
Le 9 mai 2010, avec 15 buts en championnat, plus sept en Ligue des champions et deux en Coupe de la Ligue, il obtient à l'unanimité le prix de meilleur joueur de Ligue 1 lors des Trophées UNFP, aux dépens de Marouane Chamakh (Bordeaux), Eden Hazard (Lille), et Mamadou Niang (Marseille), également nommés. Malgré cette distinction, il n'est pas convoqué par Diego Maradona dans la liste des 30 joueurs pré-sélectionnés pour la Coupe du monde 2010 en Afrique du Sud.
Pour sa deuxième année sous le maillot lyonnais, Lisandro se blesse au tendon d'Achille durant le stage de pré-saison à Tignes. Ce problème physique va entacher son début de championnat avec l'OL. Il devra attendre la 8e journée avant de pouvoir retrouver le chemin du but sur la pelouse de l'AS Nancy-Lorraine (2-3). Lors de la 9e journée, il réalise un doublé à domicile contre Lille (3-1). La semaine suivante, son but en Ligue des champions contre le Benfica Lisbonne (2-0) marque son retour en forme dans l'effectif lyonnais. Il se blesse de nouveau mais revient assez vite. Il marque contre Lens (3-1) puis inscrit un doublé contre Montpellier (2-1), dont le but de la victoire à la 94e minute. Le 5 mars 2011, de retour de blessure face à Arles-Avignon, il inscrit un triplé et donne une passe décisive à Pjanić (5-0). Le match suivant il inscrit un but à Sochaux qui permettra à l'OL de s'imposer (0-2). Le 11 avril 2011 il inscrit son 14e but de la saison en championnat d'une tête a la 91e minute pour une victoire contre Lens (3-0). Il est alors le joueur le plus efficace de Ligue 1 avec un but toutes les 111 minutes devant le meilleur buteur du championnat Moussa Sow (20 buts) faisant trembler les filets toutes les 115 minutes ; après 31 journées.
Lors de l'opposition entre l'OL et l'OM, il participe à la victoire des siens en inscrivant un but et en délivrant une passe décisive à Chelito. Lyon s'impose finalement dans les dernières minutes du match (3-2) grâce à un but digne d'un avant-centre de Cris, leur capitaine, ce qui relance totalement l'OL dans sa course à la Ligue des champions. Lors de la 38e et dernière journée de championnat qui s'est déroulée le 29 mai 2011, il participe grandement à la victoire de l'OL à Monaco (2-0) en marquant notamment un but, qui du coup condamne dans le même temps, le club de la Principauté à la Ligue 2.
Le 7 décembre 2011, il participe à la victoire exceptionnelle de l'OL en Ligue des champions sur la pelouse du Dinamo Zagreb, inscrivant notamment un but. Grâce à un score de 1-7, les lyonnais reprennent contre toute attente la seconde place de leur groupe à la différence de buts et accèdent aux huitièmes de finale pour la 9e année consécutive. Le 28 avril 2012, il inscrit le seul but de la finale victorieuse 1-0 contre l'US Quevilly en Coupe de France et remporte son premier trophée avec L'OL. Lisandro lópez termine 5e meilleur buteur de la saison 2011-2012 avec un compteur de 16 buts.
Il inscrit son premier but de la saison 2012-2013 lors de la 2e journée contre Troyes le 18 août. Il avait plus tôt dans le match manqué un penalty. Lyon s'impose finalement 4-1 face au promu. Lisandro lópez inscrit son deuxième but de la saison face à l'AC Ajaccio grâce à une passe décisive de Steed Malbranque, qui est également son 50e but en ligue 1 et le 70e avec l'OL, il est ensuite remplacé par Fabián Monzón, son compatriote et nouveau coéquipier. Trois jours plus tard, il inscrit son premier but en Ligue Europa contre le Sparta Prague grâce à son coéquipier Bafétimbi Gomis. C'est également son 71e but avec l'OL. Le 23 septembre 2012, l'Argentin montre encore sa grande classe en inscrivant un but à 30 mètres face à Lille grâce à une action individuelle, c'est le 8e but inscrit face à Lille depuis qu'il est lyonnais, ce qui en fait l'équipe contre qui Licha est le plus efficace. Le 30 septembre 2012, il connaît sa première défaite de la saison face à Bordeaux.Le 22 décembre à l'occasion de la 19e journée de ligue 1 Lisandro marque son 6e but de la saison et son 76e avec Lyon ce qui en fait le 10e meilleur buteur de l'histoire de Lyon à égalité avec André Guy.
Son salaire en 2012 à l'Olympique Lyonnais est de 342 000 € mensuels.
En janvier 2013, lors du mercato hivernal, Lisandro est annoncé sur le départ, pisté notamment par la Juventus qui espère un prêt. Finalement, le président de l'OL Jean-Michel Aulas met fin aux rumeurs de transfert le 25 janvier, affirmant au micro de beIN Sport : « On a dit non à la Juventus, il est indispensable. »
Le 24 février 2013, Lisandro inscrit un but contre Lorient qui permet à l'Olympique lyonnais d'égaliser 1-1, puis l'OL l'emporte finalement 3-1. Le 16 mars 2013, Lisandro inscrit le but de l'égalisation contre Bastia, l'Olympique Lyonnais perd le match 4-1. Le 26 mai 2013, lors de la 38e et dernière journée de Ligue 1, Lisandro inscrit son onzième but de la saison face au Stade rennais football club (victoire 2-0) et permet à Lyon de finir 3e du championnat et ainsi, de se qualifier pour le troisième tour de qualification de la Ligue des champions de l'UEFA 2013-2014. L'international argentin sortira 10 minutes avant la fin du match, en pleurs et sous les ovations du Stade de Gerland.
Son départ n'interviendra que le 8 août 2013, après avoir disputé ses deux derniers matchs lors du 3e tour de qualification pour la C1 contre les Grasshoppers Zurich. Lisandro effectue ses adieux en revenant une dernière fois à Gerland lors de la 1re journée de L1 face à l'OGC Nice. Il y prononce notamment un discours de remerciements envers le club et les supporters.
Depuis son arrivée chez les Gones en 2009, Lisandro López a joué 168 matchs avec Lyon et a inscrit 82 buts (0,49 but par match).

### Retour au Racing Club (2015-2021)
Le 8 août 2013, il quitte l'Olympique lyonnais pour rejoindre le club d'Al-Gharafa SC.L'Olympique lyonnais désire en effet faire partir Lisandro López, deuxième salaire du club estimé à 342 000 euros mensuels, pour alléger sa masse salariale. Le montant du transfert est de 7,2 millions d'euros et il signe un contrat de 3 ans. Pour son premier match avec son nouveau club, il inscrit trois buts lors d'un amical face à la réserve de Nuremberg. Le 17 février 2015, il résilie son contrat et devient un joueur libre.
Il signe en 2015 au SC Internacional, au Brésil.
En décembre 2015, il revient dans le club qui l'a révélé, le Racing Club. Et même à 35 ans, "Licha" reste un redoutable attaquant, brillant par son intelligence et sa connaissance du jeu. Début Octobre 2018, il comptait six réalisations en huit journées avec notamment un doublé contre le CA Boca Juniors (2-2) le 7 octobre 2018. À 36 ans il remporte son premier titre avec le Racing Club, lors de la saison 2018-2019 il apporte une contribution majeur au titre de champion d'argentine, le premier de sa carrière et le premier du club depuis 2014. À l'issue de la saison, il termine meilleur buteur du championnat avec dix-sept réalisations, loin devant Gigliotti (12 buts). Il est élu meilleur joueur de la saison, meilleur attaquant de la saison et fait évidemment partie de l'équipe-type du championnat.

### Atlanta United (2021)
À 37 ans, il s'engage en faveur d'Atlanta United en Major League Soccer le 25 janvier 2021. Néanmoins, après seulement quatre rencontres, il résilie son contrat à l'amiable avec la franchise américaine le 18 mai suivant. Ce départ précoce se justifie notamment par le décès récent de son père et entame un processus de réflexion sur son avenir et la considération pour une retraite sportive.

### Second retour au Racing Club (2021)
En juin 2021,  il fait son retour au Racing Club, son club formateur. Il aura joué 19 matchs pour 4 buts, avant de finalement de faire des adieux émouvant au Cilindro le 12 décembre 2021 après avoir joué son dernier match contre Godoy Cruz, pour prendre sa retraite,.

### Signature à Sarmiento (2022-)
Alors qu'il envisageait de mettre fin à sa carrière à 38 ans, il signe finalement au Club Atlético Sarmiento le 29 décembre 2021.

## Style de jeu
Lisandro López est un avant-centre travailleur, très combattif, ne ménageant pas ses efforts sur le terrain, hargneux, il n'hésite pas à prendre part aux tâches défensives et de récupération du ballon. Il possède une bonne technique et un bon sens du placement, et malgré sa petite taille (1,74 m), il est doté d'un jeu de tête précis et d'une très bonne détente. Il dispose aussi d'une grande accélération, d'une pointe de vitesse respectable et surtout d'une efficacité redoutable face au but. Sur le plan humain c'est un leader charismatique qui exhorte ses coéquipiers pendant les matches et montre l'exemple de la combativité.

## Statistiques
| Saison                | Club                  | Championnat           | Championnat | Championnat | Championnat | Coupe(s) nationale(s) | Coupe(s) nationale(s) | Coupe(s) nationale(s) | Compétition(s) continentale(s) | Compétition(s) continentale(s) | Compétition(s) continentale(s) | Compétition(s) continentale(s) | Total | Total | Total |
| Saison                | Club                  | Division              | M.          | B.          | P.d.        | M.                    | B.                    | P.d.                  | Comp.                          | M.                             | B.                             | P.d.                           | M.    | B.    | P.d.  |
| 2002-2003             | Racing Club           | Primera división      | 2           | 0           | 0           | 0                     | 0                     | 0                     | -                              | -                              | -                              | -                              | 2     | 0     | 0     |
| 2003-2004             | Racing Club           | Primera división      | 30          | 8           | 0           | 0                     | 0                     | 0                     | -                              | -                              | -                              | -                              | 30    | 8     | 0     |
| 2004-2005             | Racing Club           | Primera división      | 37          | 18          | 0           | 0                     | 0                     | 0                     | -                              | -                              | -                              | -                              | 37    | 18    | 0     |
| Sous-total            | Sous-total            | Sous-total            | 69          | 26          | 0           | 0                     | 0                     | 0                     | -                              | -                              | -                              | -                              | 69    | 26    | 0     |
| 2005-2006             | FC Porto              | SuperLiga             | 26          | 22          | 2           | 13                    | 3                     | 9                     | C1                             | 10                             | 3                              | 5                              | 49    | 28    | 16    |
| 2006-2007             | FC Porto              | SuperLiga             | 25          | 8           | 2           | 2                     | 1                     | 0                     | C1                             | 8                              | 3                              | 2                              | 35    | 12    | 4     |
| 2007-2008             | FC Porto              | SuperLiga             | 27          | 24          | 1           | 6                     | 0                     | 0                     | C1                             | 8                              | 3                              | 2                              | 41    | 27    | 3     |
| 2008-2009             | FC Porto              | SuperLiga             | 28          | 10          | 12          | 6                     | 1                     | 0                     | C1                             | 10                             | 6                              | 2                              | 44    | 17    | 14    |
| Sous-total            | Sous-total            | Sous-total            | 106         | 49          | 17          | 27                    | 5                     | 0                     | -                              | 36                             | 15                             | 11                             | 169   | 69    | 28    |
| 2009-2010             | Olympique lyonnais    | Ligue 1               | 33          | 15          | 5           | 4                     | 2                     | 0                     | C1                             | 12                             | 7                              | 2                              | 49    | 24    | 7     |
| 2010-2011             | Olympique lyonnais    | Ligue 1               | 27          | 17          | 4           | 3                     | 0                     | 0                     | C1                             | 5                              | 2                              | 1                              | 35    | 19    | 5     |
| 2011-2012             | Olympique lyonnais    | Ligue 1               | 28          | 16          | 1           | 9                     | 8                     | 1                     | C1                             | 6                              | 1                              | 1                              | 43    | 25    | 3     |
| 2012-2013             | Olympique lyonnais    | Ligue 1               | 31          | 11          | 1           | 2                     | 1                     | 0                     | C3                             | 6                              | 2                              | 0                              | 39    | 14    | 1     |
| 2013-2014             | Olympique lyonnais    | Ligue 1               | -           | -           | -           | -                     | -                     | -                     | C1                             | 2                              | 0                              | 1                              | 2     | 0     | 1     |
| Sous-total            | Sous-total            | Sous-total            | 119         | 59          | 11          | 18                    | 11                    | 1                     | -                              | 31                             | 12                             | 5                              | 168   | 82    | 17    |
| 2013-2014             | Al-Gharafa SC         | Division 1            | 23          | 9           | 0           | 4                     | 2                     | 0                     | -                              | -                              | -                              | -                              | 27    | 11    | 0     |
| 2014-2015             | Al-Gharafa SC         | Division 1            | 17          | 4           | 6           | -                     | -                     | -                     | -                              | -                              | -                              | -                              | 17    | 4     | 6     |
| Sous-total            | Sous-total            | Sous-total            | 40          | 13          | 6           | 4                     | 2                     | 0                     | -                              | -                              | -                              | -                              | 44    | 15    | 6     |
| 2015                  | Internacional         | Série A               | 24          | 4           | 2           | 9                     | 3                     | 0                     | CL                             | 6                              | 3                              | 1                              | 39    | 10    | 3     |
| 2016                  | Racing Club           | Primera división      | 17          | 6           | 2           | 3                     | 1                     | 0                     | CL                             | 9                              | 4                              | 2                              | 29    | 11    | 4     |
| 2016-2017             | Racing Club           | Primera división      | 19          | 7           | 2           | -                     | -                     | -                     | CS                             | 6                              | 0                              | 1                              | 25    | 7     | 3     |
| 2017-2018             | Racing Club           | Primera división      | 20          | 7           | 1           | 2                     | 1                     | 0                     | CL                             | 8                              | 1                              | 2                              | 30    | 9     | 3     |
| 2018-2019             | Racing Club           | Primera división      | 23          | 17          | 1           | 4                     | 1                     | 0                     | -                              | -                              | -                              | -                              | 27    | 18    | 1     |
| 2019-2020             | Racing Club           | Primera división      | 20          | 4           | 1           | 3                     | 0                     | 0                     | CL                             | 2                              | 0                              | 0                              | 25    | 4     | 1     |
| 2020-2021             | Racing Club           | Primera división      | 6           | 1           | 0           | -                     | -                     | -                     | CL                             | 7                              | 0                              | 0                              | 13    | 1     | 0     |
| Sous-total            | Sous-total            | Sous-total            | 129         | 46          | 9           | 21                    | 6                     | 0                     | -                              | 38                             | 8                              | 6                              | 188   | 60    | 15    |
| 2021                  | Atlanta United        | MLS                   | 2           | 0           | 0           | -                     | -                     | -                     | LCC                            | 2                              | 0                              | 0                              | 4     | 0     | 0     |
| 2022                  | CA Sarmiento          | Primera división      | 23          | 6           | 0           | 12                    | 1                     | 2                     | -                              | -                              | -                              | -                              | 35    | 7     | 2     |
| 2023                  | CA Sarmiento          | Primera división      | 22          | 2           | 1           | 5                     | 0                     | 0                     | -                              | -                              | -                              | -                              | 27    | 2     | 1     |
| 2024                  | CA Sarmiento          | Primera división      | 11          | 2           | 0           | 1                     | 0                     | 1                     | -                              | -                              | -                              | -                              | 12    | 2     | 1     |
| Sous-total            | Sous-total            | Sous-total            | 56          | 10          | 1           | 18                    | 1                     | 3                     | -                              | -                              | -                              | -                              | 74    | 11    | 4     |
| Total sur la carrière | Total sur la carrière | Total sur la carrière | 521         | 203         | 44          | 88                    | 25                    | 4                     | -                              | 107                            | 35                             | 22                             | 716   | 263   | 70    |

- 23 buts et 10 passes décisives en 51 matchs de C1 (dont barrages)
- 2 buts en 6 matchs de C3
- 59 buts en 119 matchs de Ligue1
- 49 buts en 106 matchs de Liga Sagres

### En équipe nationale
Lisandro est régulièrement appelé en sélection entre 2005 et 2011 mais joue peu, principalement à cause d'une concurrence extrême, due à la présence de joueurs comme Lionel Messi, Sergio Agüero, Gonzalo Higuaín, Carlos Tévez, Ezequiel Lavezzi ou encore Diego Milito et Martín Palermo.
Sa première sélection date du 9 mars 2005 pour un match contre le Mexique à Los Angeles. Il compte finalement sept sélections et un but, face à la Russie (battue 3-2), le 12 août 2009 en match amical.
| Détails des matchs internationaux de Lisandro López | Détails des matchs internationaux de Lisandro López | Détails des matchs internationaux de Lisandro López     | Détails des matchs internationaux de Lisandro López | Détails des matchs internationaux de Lisandro López | Détails des matchs internationaux de Lisandro López | Détails des matchs internationaux de Lisandro López | Détails des matchs internationaux de Lisandro López | Détails des matchs internationaux de Lisandro López |
| N°                                                  | Date                                                | Lieu                                                    | Adversaire                                          | Score                                               | Compétition                                         | Statut                                              | Performances                                        | Performances                                        |
| N°                                                  | Date                                                | Lieu                                                    | Adversaire                                          | Score                                               | Compétition                                         | Statut                                              | But(s)                                              | Passe(s)                                            |
| --------------------------------------------------- | --------------------------------------------------- | ------------------------------------------------------- | --------------------------------------------------- | --------------------------------------------------- | --------------------------------------------------- | --------------------------------------------------- | --------------------------------------------------- | --------------------------------------------------- |
| 1                                                   | 10 mars 2005                                        | Los Angeles Memorial Coliseum, Los Angeles (États-Unis) | Mexique                                             | 1 - 1                                               | Match amical                                        | Remplaçant ( 60e Federico Insúa)                    |                                                     |                                                     |
| 2                                                   | 17 août 2005                                        | Stade Ferenc-Puskás, Budapest (Hongrie)                 | Hongrie                                             | 1 - 2                                               | Match amical                                        | Titulaire ( 64e)                                    |                                                     |                                                     |
| 3                                                   | 26 mars 2008                                        | Stade international du Caire, Le Caire (Égypte)         | Égypte                                              | 0 - 2                                               | Match amical                                        | Remplaçant ( 86e Sergio Agüero)                     |                                                     |                                                     |
| 4                                                   | 5 juin 2008                                         | San Diego Stadium, San Diego (États-Unis)               | Mexique                                             | 4 - 1                                               | Match amical                                        | Remplaçant ( 84e Sergio Agüero)                     |                                                     |                                                     |
| 5                                                   | 8 juin 2008                                         | Giants Stadium, East Rutherford (États-Unis)            | États-Unis                                          | 0 - 0                                               | Match amical                                        | Remplaçant ( 64e Julio Cruz)                        |                                                     |                                                     |
| 6                                                   | 20 août 2008                                        | Stade Dinamo, Minsk (Biélorussie)                       | Biélorussie                                         | 0 - 0                                               | Match amical                                        | Remplaçant ( 56e Carlos Tévez)                      |                                                     |                                                     |
| 7                                                   | 12 août 2009                                        | RZD Arena, Moscou (Russie)                              | Russie                                              | 2 - 3                                               | Match amical                                        | Remplaçant ( 46e Diego Milito)                      | 46e (1-2)                                           |                                                     |

## Palmarès
| FC Porto (7) | Olympique Lyonnais (2)                                                                      | SC Internacional (1)                                       | Racing Club (2)                                                                                  |
| --- | ------------------------------------------------------------------------------------------- | ---------------------------------------------------------- | ------------------------------------------------------------------------------------------------ |
| - Championnat du Portugal (4) : - Champion : 2006, 2007, 2008 et 2009 - Coupe du Portugal (2) : - Vainqueur : 2006 et 2009 - Supercoupe du Portugal (1) : - Vainqueur : 2006 | - Coupe de France (1) : - Vainqueur : 2012 - Trophée des Champions (1) : - Vainqueur : 2012 | - Championnat du Rio Grande do Sul (1) : - Champion : 2015 | - Championnat d'Argentine (1) : - Champion : 2019 - Trofeo de Campeones (1) : - Vainqueur : 2019 |

## Distinctions individuelles

### Racing Club
- Meilleur buteur du tournoi d'ouverture du championnat d'Argentine : 2004 (12 buts)
- Meilleur buteur du championnat d'Argentine : 2019 (17 buts)
- Meilleur joueur de Primera Division en 2019
- Meilleur attaquant de Primera Division en 2019
- Membre de l'équipe-type de Primera Division en 2019

### FC Porto
- Meilleur buteur du championnat du Portugal : 2008 (24 buts)
- Joueur de l'année du championnat du Portugal : 2008

### Olympique lyonnais
- Meilleur Joueur de Ligue 1 : 2010
- Trophée du joueur du mois UNFP : août 2009
- Membre de l'équipe type de la saison de Ligue 1 : 2010
- Meilleur buteur de la Coupe de France : 2012 (7 buts et 1 passe décisive en 6 matches)